# Quim Hereu
Quim Hereu (Girona, 13 de novembre de 1963) és un pintor català autodidacte. És cofundador i representant de l'Estrambotisme, un moviment artístic iniciat als anys 70 a l'Empordà per Joan Fuster i Gimpera. En la fase final de la seva vida, Fuster i Gimpera va designar Quim Hereu com a successor d'aquest moviment a través d'un poema conegut com el testament de l'Estrambotisme.

## Biografia
Quim Hereu va estudiar enginyeria electrònica a la Universitat de Girona amb l'objectiu de mantenir la seva obra pictòrica al marge dels circuits comercials i dels galeristes, amb la intenció de preservar la seva independència creativa. No obstant això, va deixar l'enginyeria per dedicar-se exclusivament a la pintura, amb el suport de diversos col·leccionistes i mecenes.
Hereu ha desenvolupat la seva obra allunyada dels mercats d'art tradicionals, centrant-se en la producció de grans formats. A partir de l'any 2000, va començar a crear obres de gran escala i a consolidar el seu projecte artístic, al qual va denominar Estrambotisme. L'any 2011 va començar la realització de l'obra "L'estrambòtic naixement de Venus", un oli sobre tela d'una sola peça que mesura 6 metres d'altura per 12 metres d'amplada i que es convertiria en la primera obra de la seva anomenada "Trilogia Estrambòtica".
L'any 2017, Quim Hereu va traslladar el seu estudi al centre cultural i museu "La Fortalesa" a Sant Julià de Ramis, Girona. Aquest espai, conegut com a l'Espai Quim Hereu, va formar part del DOR Museum, un annex de nova construcció enterrat a la muntanya dels Sants Metges, dissenyat específicament per acollir la "Trilogia Estrambòtica". Aquesta trilogia consta de tres grans olis sobre tela (El Temps, El Poder i La Llibertat), cadascun de 6 x 12 metres.

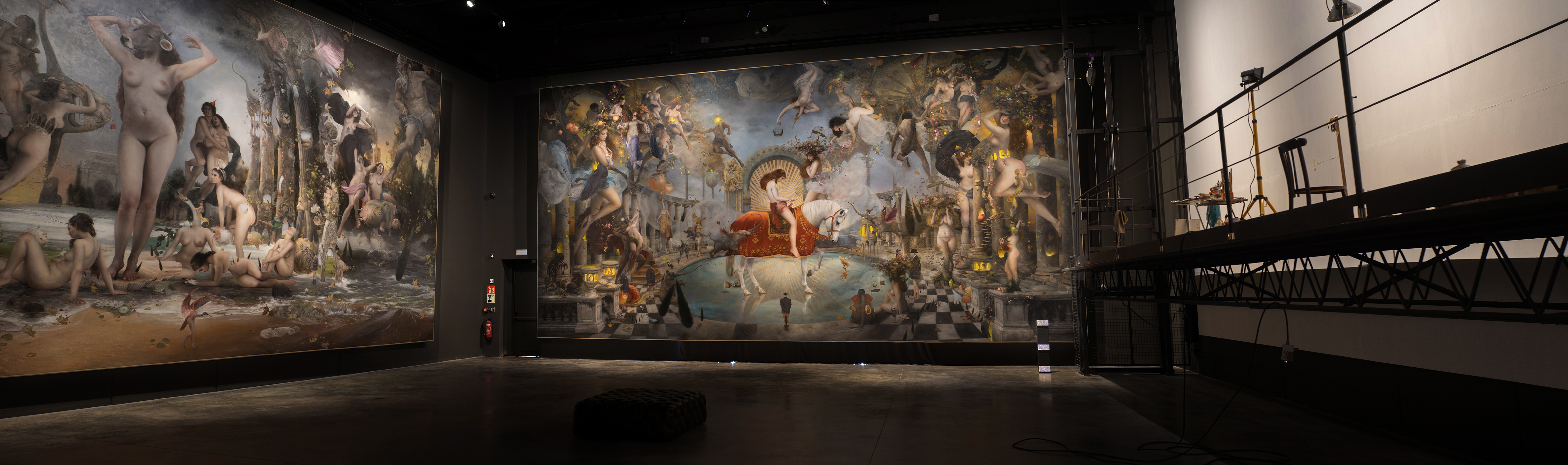
Espai Quim Hereu

L'espai funcionava tant com a galeria com a estudi de l'artista, on Hereu continuava treballant i desenvolupant noves obres. A més de la "Trilogia Estrambòtica", l'Espai Quim Hereu acollia altres peces de la col·lecció privada de l'artista, així com obres disponibles per a la venda. Els visitants podien observar de prop el procés creatiu de l'artista, amb obres en diferents fases de desenvolupament, incloent-hi pintures, escultures i altres instal·lacions. A l'Espai Quim Hereu també s'hi realitzaven "sopars estrambòtics" creades pel xef Jordi Cruz, inspirades en l'obra de Quim Hereu. L'any 2020, l'Espai Quim Hereu va tancar les portes a causa de la mort del seu promotor, Ramon López.

## Edicions
- Hereu, Quim A. Llegendes de Girona.  Barcelona: Rigau, 2008.